# Eulophus gummiferae
Eulophus gummiferae är en stekelart som beskrevs av Leon Fairmaire 1879. Eulophus gummiferae ingår i släktet Eulophus och familjen finglanssteklar.
Artens utbredningsområde är Tunisien. Inga underarter finns listade i Catalogue of Life.